# رضا عطاسي
رضا عطاسي قالب:لغة-فرنسية (16 مارس 1991 بأجان في فرنسا - ) هو لاعب كرة قدم مغربي في مركز الدفاع.

## وصلات خارجية
- رضا عطاسي على موقع رابطة كرة القدم الفرنسية للمحترفين (الإنجليزية)
- رضا عطاسي على موقع قاعدة بيانات كرة القدم.إي يو (الإنجليزية)
- رضا عطاسي على موقع Soccerway.com (الإنجليزية)
- رضا عطاسي على موقع عالم كرة القدم.نت (الإنجليزية)